# Точкова група
Точкова група — група геометричних симетрій (ізометрій), що залишають одну точку фіксованою.

## Огляд
Точкові груп можуть існувати в Евклідовому просторі будь-якої вимірності. Дискретна точкова група в двовимірному просторі, інакше розеткова група, описує симетрію орнаменту. Точкові групи в тривимірному просторі широко використовуються в хімії, особливо для описання симетрій молекули, молекулярних орбіт, які утворюють ковалентні зв'язкі, в цьому контексті вони також називаються молекулярні точкові групи.  
Існує нескінченна кількість точкових груп у кожному вимірі. Однак, crystallographic restriction theorem показує, що серед них лиш скінченна кількість сумісна з трансляційною симетрією. В 1D їх 2, в 2D 10, і в 3D 32 таких групи, званих кристалічними класами. 

Квітка орхідеї на прапорі Гонконга має симетрію C_{5}; зірочка на кожній пелюстці має симетрію D_{5}.

## У двох вимірах
Точкові групи в 2D потрапляють в одну з двох різних родин, згідно з тим чи містять вони тільки обертання, або ще й відбиття. Циклічні групи, Cn (абстрактний тип групи Zn), утворений обертаннями на 360°/n, і кратними йому. Наприклад, стілець з чотирма ніжками має групу симетрій C4, утворену обертаннями на 0°, 90°, 180° і 270°. Група симетрій квадрата належить до сімейства дігедральних груп, Dn  (абстрактний тип групи Dihn), і містить як обертання так і відбиття. Нескінченна обертальна симетричність кола має на увазі також і відбиття, але формально кільцева група S1 відрізняється від Dih(S1), бо остання явно включає відбиття. 
Cn і Dn для n = 1, 2, 3, 4 і 6 можуть бути поєднані з трансляційною симетрією, іноді більш ніж в одін спосіб. Тож ці 10 груп зростають до 17 груп симетрій на площині.

## Узагальнення
У будь-якому вимірі d, неперевна група всіх ізометрій із фіксованою точкою це ортогональна група, позначається як O(d); і її неперевні підгрупи всіх можливих обертань це особлива ортогональна група, позначається як SO(d). Це не запис Шенфліса, тим не менш це загальноприйняте іменування з теорії Група Лі.